# Xian de Xiangtan
Le xian de Xiangtan (湘潭县 ; pinyin : Xiāngtán Xiàn) est un district administratif de la province du Hunan en Chine. Il est placé sous la juridiction de la ville-préfecture de Xiangtan.

## Démographie
La population du district était de 1 130 566 habitants en 1999.